# Sinaphodius philippinensis
Sinaphodius philippinensis är en skalbaggsart som beskrevs av Cervenka 1994. Sinaphodius philippinensis ingår i släktet Sinaphodius och familjen Aphodiidae. Inga underarter finns listade i Catalogue of Life.